# Ética de dados
A ética de dados refere-se ao estudo que busca compreender a necessidade de regulação ética para coleta e uso de informações, sobretudo presentes nos grandes conjuntos de dados, e que são armazenados em computadores estruturados e não estruturados. A complacência desse estudo engloba princípios como a privacidade, a ausência de discriminação individual ou grupal e a liberdade de escolha.
Os recentes avanços na inclusão digital expandiram a coleção, compartilhamento e análise de dados na web, prometendo ter grandes impactos na economia, saúde, segurança, educação e outras áreas. Esse fenômeno é conhecido como "big data" e promete mudar a forma de como as pessoas interessadas conquistam e exercem seu poder e consequentemente como os bens sociais serão distribuídos.
Atividades que eram ocasionalmente privadas ou compartilhadas com poucas pessoas, agora deixam rastros de dados que expõem interesses, crenças e individualidades. O tempo todo exercemos atividades como pesquisar notícias e informações, fazer cursos online, compartilhar conteúdos multimídia nas redes sociais ou usar aplicativos com geolocalização. É Através destas e outras atividades que revelamos informações para entidades comerciais e governos, que utilizam-as para encarecer empréstimos, direcionar propagandas, realizar diversos estudos comportamentais, etc. De tal modo, as discussões sobre questões éticas na Big Data ganharam enfoque.

## Desafios da informação
Os algoritmos estão cada vez mais presentes no nosso cotidiano, tomando decisões como definir um limite de crédito ou contratar pessoas. Como são baseados em expressões matemáticas, os algoritmos devem ser programados de forma que não sejam enviesados e tendenciosos em sua execução. Ou seja, o algoritmo deveria avaliar apenas características essenciais das entradas apresentadas, sem fazer distinção baseando-se em características que usualmente não devem ser utilizadas em ambiente de sociedade, como, por exemplo, a etnia de um indivíduo que está sendo julgado em um tribunal.
Para garantir essa imparcialidade, é necessário fazer com que a base de dados que alimente estes algoritmos não apresente nenhum viés, caso contrario os algoritmos podem se tornar "preconceituosos". Foi o que aconteceu no sistema judiciário americano no estado do Wisconsin, onde era usado um sistema algorítmico que ajudava aos juízes definirem sentenças de condenados. Constatou-se que acusados negros com as mesmas características de pessoas brancas tinham uma pontuação 45% maior nesse sistema. Isso porque as variáveis que levavam o algorítimo a tomar a decisão dava margem para este tipo de erro. Eliminar esses viés nos dados que alimentam o algoritmo é uma tarefa extramente importante.
Outro problema ainda maior é as decisões algorítmicas estão se tornando cada vez mais produtos de caixa preta, indecifráveis. Isso se deve a evolução da inteligência artificial na computação, onde algorítimos estão cada vez menos deixando de ser programados para serem treinados.
Caso esses problemas sejam ignorados, as tecnologias baseadas em big data devem piorar inadvertidamente a discriminação por causa de vieses implícitos nos dados e sua abstração, é o que argumenta Cathy O'Neil, especialista em dados e autora do revelador livro Weapons of Math Destruction (armas de destruição matemática), em que examina todos os desastres algorítmicos que impactam o dia-a-dia dos cidadãos americanos.
O caráter transnacional do problema leva a refletir sobre a necessidade de iniciativas de governança. A União Europeia criou em abril deste ano o “direito a uma explicação”, que permite ao cidadão o esclarecimento sobre decisões tomadas por algorítmicos que o tenham afetado significativamente No Brasil, tramita hoje o projeto de lei 330, que estipula que ninguém pode ser prejudicado por decisões fundamentadas exclusivamente por algoritmos, e concede o direito à decisão humana fundamentada. Para não gerarmos “destruição matemática”, a solução é recorrermos à transparência e ao senso de justiça, faculdade que hoje ainda é exclusivamente humana.

## Regulamentação ética
Estabelecer os limites éticos da big data se torna difícil uma vez que não existe consenso na comunidade acadêmica sobre as regulamentações que podem ser aplicadas às pesquisas ou uma entidade global representativa nessa área. Parte disso ocorre devido ao fato de que as três disciplinas que originaram ciência dos dados (física, estatística e matemática) sempre foram consideradas insensíveis a questões humanas porque suas contribuições eram voltadas para sistemas e não pessoas.
Outro problema que surge é a discrepância entre os limites da ética em diferentes áreas. Por exemplo, os limites de um trabalho experimental em psicologia são abordados de maneira diferente de um trabalho etnográfico em antropologia ou um trabalho estatístico em sociologia. Big Data pode usar propriedades dessas três áreas, mostrando o como é difícil de se criar uma abordagem que abranja essas disjunções.

### Marco Civil da Internet
O Marco Civil da Internet, oficialmente chamado de Lei N° 12.965/14, é a lei que regula o uso da Internet no Brasil por meio da previsão de princípios, garantias, direitos e deveres para quem usa a rede, bem como da determinação de diretrizes para a atuação do Estado.O projeto trata de temas como neutralidade da rede, privacidade, retenção de dados, a função social que a rede precisará cumprir, especialmente garantir a liberdade de expressão e a transmissão de conhecimento, além de impor obrigações de responsabilidade civil aos usuários e provedores.
Consideradas por muitos um avanço, a Lei garante a inviolabilidade e o sigilo da comunicação do internauta e veda a comercialização de seus registros, sobre as máquinas que usou e com as quais se comunicou e do conteúdo visitado. Mas garante acesso aos dados em casos de investigação.
Para conseguirem entrar no mercado de publicidade, as empresas de telefonia tentam convencer o governo a modificar o projeto de Lei até hoje. Elas querem autorização para que possam guardar os registros de conexões dos usuários, a fim de entrar no mercado de publicidade da internet, hoje dominado pelo Google e Facebook.

## Política de consentimento
Os regimes éticos em torno dos dados das pesquisas tendem a assumir implicitamente que os dados permanecem inseridos dentro de um contexto específico e um prazo temporal, porém existe uma série de discussões complexas na comunidade científica sobre esta questão. A dificuldade ocorre uma vez o consentimento se estabelece no ponto de coleta, antes que os dados do sujeito sejam usados nas pesquisas, mas a criação de dados é um processo prolongado no tempo.
À medida que se torna mais barato coletar, armazenar e reanalisar grandes conjuntos de dados, tornou-se claro que o consentimento informado no início da pesquisa não pode capturar adequadamente os possíveis benefícios e riscos (potencialmente desconhecidos) de consentimento para os usos de seus dados. Até mesmo os próprios especialistas tem dificuldades em saber o que os sujeitos estão consentindo, porque a Big Data, e suas disciplinas irmãs, como o biobanco, agora esticam a utilidade dos dados além do horizonte.
Organizações que lidam com dados mais sensíveis como Personal Genome Project, 23andMe, e Patients Like Me tentam desenvolver políticas de consentimento mais dinâmicas, sempre alertando aos envolvidos do risco de se trazer dados médicos abrangentes para perto do domínio público.

### Contágio emocional
O Facebook conduziu um enorme experimento psicológico com 689.003 usuários, manipulando seus feeds de notícias para avaliar os efeitos sobre suas emoções. Este experimento foi intitulado de "Experimental Evidence Of Massive-Scale Emotional Contagion Through Social Networks" e foi publicado na revista Proceedings of the National Academy of Sciences dos Estados Unidos da América. O experimento testou se ocorria contágio emocional entre os usuários do Facebook através de um sistema automatizado que controlava o conteúdo emocional exibido nos feeds de notícias dos usuários da rede. Os pesquisadores descobriram que ao reduzir a quantidade de conteúdos positivos dos feeds dos usuários, as pessoas produziam mais postagens negativas. O padrão oposto ocorria ao se reduzir a quantidade de conteúdo negativo para os usuários. Os resultados sugeriram que as emoções expressadas por outros no Facebook influenciam nossas próprias emoções, constituindo evidências experimentais para o contágio de escala maciça através das redes sociais.
Este estudo levantou um grande debate sobre os limites éticos nas pesquisas de Big Data. Alguns cientistas argumentaram que o Facebook estaria tentando controlar as emoções dos seus usuários. Em contrapartida o Facebook afirmou que o impacto real sobre as pessoas era mínimo, explicando que os usuários afetados durante a semana do experimento produziram uma média de uma palavra emocional menos, por mil palavras.

## Veracidade ética
Em frente aos problemas éticos e sociais da Big Data, o Conselho de Big Data, Ética e Sociedade, fundado em 2014 e formado por especialistas de diversas áreas, trouxe uma série de boas práticas e recomendações que tenta aplicar os conceitos de ética da pesquisa em Big Data.
Ramo jurídico
1. Assegurar a validez da regra comum da ética
2. Procurar facilitar novas abordagens para a revisão ética no ramo acadêmico e industrial
3. Desenvolver métodos de avaliação ética ajustados para práticas de Big Data
4. Integrar as preocupações éticas com Big Data no programa NSF e no processo de concessão de subsídios

Intervenção pedagógica
1. Criar e distribuir estudos de caso de alta qualidade que abordem os problemas enfrentados por profissionais da área
2. Desenvolver e apoiar o ensino de ciência dos dados com abordagens éticas
3. Treinar os bibliotecários para propagar a literatura de ciência dos dados
4. Fortalecer as atividades orientadas para a ética dentro das associações profissionais.

Network building
1. Criar ambientes híbridos para engajamento ético
2. Construir modelos internos e externos para de órgãos de regulação ética na indústria
3. Estabelecer normas para o compartilhamento responsável de dados entre setores

## Cases representativos de Big Data

### Ministério da Justiça e Segurança Pública
O Ministério da Justiça e Segurança Pública possui um data warehouse (banco de dados) com mais de 1 bilhão de registros, além de um poderoso supercomputador da IBM, chamado Watson, capaz de coletar, agrupar e processar petabytes de dados em frações de segundos. O objetivo do Ministério com o uso de Big Data é identificar indícios de ações ilícitas, sobretudo ligadas à lavagem de dinheiro.

### Pinterest
Com cerca de 20 terabytes de novos dados a cada dia, o Pinterest possui mais de 30 bilhões de arquivos multimídias em seu banco de dados. Todo esse conjunto de dados foi usado para construir um sistema de recomendação complexo e eficiente que teve como desafio levar em consideração o contexto de cada dado do sistema.

### Precifica
Empresa brasileira de precificação inteligente, a Precifica utiliza o Big Data para que as lojas virtuais criem regras para atuar na alteração automática dos preços dos produtos. A empresa realiza também ações de análise de sortimento e monitoramento de frete, que auxiliam as lojas virtuais em todas as etapas da comercialização de produtos, desde a política de remessas que compõe o preço final do produto até a identificação de oportunidades.

### Netflix
A Netflix tem como base do seu trabalho diário a análise de dados. Seus algoritmos e especialistas possuem habilidades analíticas para personalizar o atendimento, distribuir conteúdo, analisar melhores dispositivos e conhecer os hábitos dos clientes. Com isso, a empresa pode prever e recomendar ao usuário o estilo que mais combina com ele se baseando em seu comportamento na rede.

### Danone
A Danone norte-americana tinha a necessidade de melhorar sua cadeia logística na distribuição de um certo tipo de iogurte grego. Como o produto perecia com rapidez, ele precisava ser produzido e entregue ao varejo em sincronia quase matemática. Isso se tornou possível apenas com o cruzamento de informações de rotas, tempo de entrega e prazo de validade.